# 薩克森的阿瑪莉埃 (1794-1870)
薩克森的阿瑪莉埃（德語：Amalie von Sachsen，1794年8月10日—1870年9月18日），薩克森國王腓特烈·奧古斯特二世和約翰的姐姐。
阿瑪莉埃終生未婚，死後葬在宮廷主教座堂。

## 外部連結
- 薩克森的阿瑪莉埃 (1794-1870)的免费乐谱，由国际乐谱典藏计划提供